# Cristian Bugatti (album)
Cristian Bugatti è il nono album in studio del cantautore italiano Bugo, pubblicato il 7 febbraio 2020 dalla Mescal. Il 5 marzo del 2021 viene pubblicato Bugatti Cristian, riedizione ampliata dell'album del 2020.
| Recensione | Giudizio |
| ---------- | -------- |
| Newsic     |          |
| Ondarock   |          |
| Rockol     |          |
| Squerz     |          |

## Cristian Bugatti
Come racconta Bugo in un'intervista per Il Fatto Quotidiano, la produzione dell'album "Cristian Bugatti" è iniziata nel corso del 2018 contattando i produttori Simone Bertolotti e Andrea Bonomo. Con una visione molto chiara, in un anno e mezzo hanno «tirato fuori molte canzoni» da cui le nove che compongono l'album. L'idea era quella di creare un album «classico, ma molto 2020», come dichiara alla rivista Leggo. Tra i riferimenti del disco, Bugo cita Battisti, gli Oasis e Vasco Rossi, considerati da sempre suoi miti.
Nel corso di un'intervista per Rolling Stone, Bugo ha dichiarato che il titolo nasce come atto di umiltà per presentarsi al grande pubblico sanremese, essendo la sua partecipazione al Festival di Sanremo 2020 come la prima della sua carriera. 
L'album "Cristian Bugatti" esce in concomitanza con la partecipazione di Bugo al Festival di Sanremo 2020 col brano Sincero, cantato con un featuring di Morgan. Il 5 febbraio, durante i giorni del Festival, esce in radio il singolo sanremese "Sincero". Il giorno stesso viene pubblicato il videoclip sul canale YouTube di Bugo. Il 7 febbraio viene pubblicato l'album, sia in CD che in formato digitale. Nel corso della quarta serata del Festival, Morgan inizia l'esecuzione di Sincero con un testo differente da quello originale e Bugo ne interrompe l'esecuzione abbandonando il palco. Il brano sarà squalificato dalla competizione sanremese per defezione.
Il 1º maggio 2020, in concomitanza con la partecipazione di Bugo al Concerto del Primo Maggio a Roma, viene lanciato il secondo singolo Mi manca, in duetto con Ermal Meta. Il singolo poi viene eseguito durante il concerto dal solo Bugo, mentre Sincero viene eseguito in duetto con Nicola Savino.
Il 15 novembre 2020 Bugo annuncia l'uscita del terzo singolo, Quando impazzirò, uscito il 4 dicembre 2020.

## Tracce
1. Quando impazzirò – 3:25
2. Sincero (feat. Morgan) – 3:41
3. Come mi pare – 3:20
4. Al paese – 3:35
5. Che ci vuole – 3:54
6. Fuori dal mondo – 3:56
7. Mi manca (feat. Ermal Meta) – 4:07
8. Un alieno – 3:23
9. Stupido eh? – 6:12

## Bugatti Cristian
Nel corso del 2020, con gli stessi produttori Bertolotti e Bonomo, Bugo registra 5 nuove canzoni che andranno a completare la riedizione del 2021 intitolata Bugatti Cristian. La scelta degli stessi produttori è dovuta ad esigenze artistiche, per creare omogeneità nel progetto.
Bugatti Cristian viene pubblicato il 5 marzo 2021, in concomitanza con la partecipazione di Bugo al Festival di Sanremo 2021. L'album contiene cinque brani inediti tra cui E invece sì con cui ha partecipato alla kermesse musicale.
E invece sì viene lanciato nelle radio durante i giorni sanremesi, il 4 marzo 2021. Lo stesso giorno viene pubblicato il videoclip ufficiale sul canale YouTube di Bugo.
Tra i 5 inediti spicca il brano Meglio, cantato in duetto con i Pinguini Tattici Nucleari. Con la stessa band bargamesca, Bugo decide di cantare insieme Un'avventura di Lucio Battisti nella serata delle cover del Festival.
Il titolo Bugatti Cristian è speculare al precedente Cristian Bugatti, e deriva dal fatto che l'album, parole di Bugo, "contiene la mia visione sul mondo e sul periodo che sto vivendo".

### Tracce
1. E invece sì – 3:50
2. Come mi pare – 3:20
3. Meglio (feat. Pinguini Tattici Nucleari) – 3:28
4. Quando impazzirò – 3:24
5. Come si fa – 3:25
6. Mi manca (feat. Ermal Meta) – 4:07
7. Al paese – 3:35
8. Stupido eh? – 6:11
9. Videogame – 3:22
10. Sincero (feat. Morgan) – 3:41
11. Che ci vuole – 3:53
12. Fuori dal mondo – 3:56
13. Un alieno – 3:22
14. O che cosa – 4:09

Durata totale: 53:43

## Formazione
- Bugo: voce
- Emiliano Bassi, Donald Renda: batteria
- Andrea Torresani, Max Gelsi: basso
- Nicola Oliva, Massimiliano Frignani, Raffaele Littorio: chitarra
- Dario Tanghetti: percussioni
- Andrea di Cesare: violino
- Massimo Zanotti, Davide Ghidoni, Andrea Andreoli, Amedeo Bianchi: strumenti a fiato
- Stefano Gentilini: tastiere
- Simone Bertolotti: tastiere, arrangiamenti, produzione artistica
- Andrea Bonomo: arrangiamenti, produzione artistica
- Naima Faraò, Valentina Wena Gnesutta, Alessia Marcandalli: cori
- Raffaele Stefani, Andrea Immovilli, Mattia Bonvini, Andrea de Bernardi, Luca Marini, Gianluigi Fazio, Pino Pischetola, Rachid Bouchabla: staff tecnico

## Classifiche
| Classifica (2020) | Posizione massima |
| ----------------- | ----------------- |
| Italia            | 28                |